# Кшепице
Кшепѝце (на полски: Krzepice; на иврит: קז'אפיצה) е град в Южна Полша, Силезко войводство, Клобушки окръг. Административен център е на градско-селската Кшепишка община. Заема площ от 27,66 км2.

## Население
Според данни от полската Централна статистическа служба, към 1 януари 2014 г. населението на града възлиза на 4 460 души. Гъстотата е 161 души/км2.